# The Pirates of Somalia
The Pirates of Somalia (bra: Piratas da Somália) é um filme escrito e dirigido por Bryan Buckley. Trata da história de um jornalista novato que se infiltra em um grupo de piratas na Somália para apresentar uma visão mais precisa dos fatos. É baseado na história real do livro de mesmo nome de Jay Bahadur.

## Elenco
- Evan Peters - Jay Bahadur
- Al Pacino - Seymour Tolbin
- Melanie Griffith - Maria Bahadur
- Barkhad Abdi - Abdi
- Aidan Whytock - agente Brice
- Kiana Madani - Tracy Ziconni
- Philip Ettinger - Alex
- Darron Meyer - Mitch Kelp
- Russell Posner - Jared Bahadur
- Armaan Haggio - Mohamad Farole Jr.
- Jojo Gonzalez - Jojo
- Maria Vos - Avril Benoît
- Sabrina Hassan - Maryan
- Mohamed Barre - Boyah
- Abdi Sidow Farah - coronel Omar

## Lançamento
O filme teve sua estreia mundial no Tribeca Film Festival em 27 de abril de 2017. Pouco depois, a Echo Bridge adquiriu os direitos de distribuição do filme nos Estados Unidos e o definiu para um lançamento em 8 de dezembro de 2017. No Brasil, foi lançado pela California Filmes.

## Recepção
No agregador de críticas Rotten Tomatoes, que categoriza as opiniões apenas como positivas ou negativas, o filme tem um índice de aprovação de 67% calculado com base em 21 comentários dos críticos. Em uma crítica positiva, Isabela Boscov disse que "certas histórias são tão incríveis que a gente só consegue acreditar nelas porque a gente sabe que elas foram reais, de outra forma teria parecido loucura de roteirista".